# Glubokoje (ort)
Glubokoje (ryska: Глубокое, kazakiska: Glūbokoe) är en ort i Kazakstan.   Den ligger i oblystet Östkazakstan, i den östra delen av landet, 800 km öster om huvudstaden Astana. Glubokoje ligger 282 meter över havet och antalet invånare är 11 192.
Terrängen runt Glubokoje är huvudsakligen platt, men norrut är den kuperad. Runt Glubokoje är det mycket glesbefolkat, med 7 invånare per kvadratkilometer. Glubokoje är det största samhället i trakten. Trakten runt Glubokoje består i huvudsak av gräsmarker.